# Łęczyca (województwo wielkopolskie)
Łęczyca – wieś w Polsce położona w województwie wielkopolskim, w powiecie poznańskim, w gminie Komorniki
Wieś leży przy północnej granicy Wielkopolskiego Parku Narodowego, w pobliżu ujścia Wirynki do Warty.
Część wsi będąca własnością wojewody płockiego Piotra Potulickiego, około 1580 roku leżała w powiecie poznańskim województwa poznańskiego.
W latach 1934–1954 Łęczyca znajdowała się w gminie Puszczykowo. 
W latach 1975–1998 miejscowość administracyjnie należała do województwa poznańskiego.